# Hansjürgen Bühler
Hansjürgen Bühler (* 16. März 1938 in Donaueschingen) ist ein deutscher Kommunalpolitiker (FDP).

## Beruflicher Werdegang
Hansjürgen Bühler wurde als Sohn des Donaueschinger Stadtmüllers geboren. Er machte eine Ausbildung zum Industriekaufmann. Bühler war als Exportgruppenleiter des Unternehmens Dual in Stuttgart und Lausanne tätig. 1969 wechselte er zur Max Stegmann GmbH, wo er später Geschäftsführer war.

## Kommunalpolitik
Seit 1964 ist Bühler Mitglied der FDP.
Hansjürgen Bühler wurde bei der Kommunalwahl im Jahre 1968 in den Gemeinderat der Stadt Donaueschingen gewählt. Insgesamt 40 Jahre blieb Bühler als Stadtrat ohne Unterbrechung Mitglied dieses Gremiums. Von 1972 bis 2008, also insgesamt 36 Jahre, war er Fraktionssprecher der FDP/FW-Gemeinderatsfraktion. Im Juli 2008 schied Hansjürgen Bühler auf eigenen Wunsch aus dem Gemeinderat der Stadt Donaueschingen aus.
Außerdem war Hansjürgen Bühler von 1966 bis 1998 Vorsitzender des FDP-Stadtverbands Donaueschingen.
Dem Kreistag des Schwarzwald-Baar-Kreises gehörte Hansjürgen Bühler von 1973 bis 1978 an.

## Ehrenamtliche Tätigkeit im Sportbereich
Bühler hat über 45 Jahre lang ehrenamtlich für die Sportvereinigung Donaueschingen in verschiedenen Gremien und als deren Präsident Verantwortung getragen. Bühler übernahm Fördermitgliedschaften in über 30 Vereinen. 1962 begann das Engagement für die Fußballabteilung des SVD mit dem Aufstieg vom Spielausschussvorsitzenden zum geschäftsführenden Vorsitzenden bis zum Vorsitzenden. 1972 folgte eine 21-jährige Präsidentschaft der Sportvereinigung Donaueschingens, des damals größten Donaueschinger Vereins mit ungefähr 2.200 Mitgliedern in elf Abteilungen. Während seiner SVD-Präsidentschaft gab es sportliche Erfolge der Gewichtheberabteilung und die von dieser organisierten und durchgeführten internationalen Gewichtheber-Turniere: die Donaucups, die Europa- und Weltmeisterschaft im Gewichtheben der Junioren sowie die Gewichtheber-Weltmeisterschaft der Aktiven.
13 Jahre lang hat Hansjürgen Bühler den internationalen Schwarzwald-Marathon organisiert, der zwar hauptsächlich in Bräunlingen stattfindet, aber von Donaueschingen aus initiiert wurde und seit der Premiere auch organisiert wird.

## Familie
Hansjürgen Bühler ist seit dem Jahr 1963 mit seiner Frau Heidi verheiratet. Gemeinsam hat das Paar zwei Töchter.

## Ehrungen
- Verbandsehrungen des Südbadischen Fußballverbands, des	Badischen Leichtathletik-Verbandes und des Bundesverbandes Deutscher Gewichtheber[4]
- Goldener Wappenringm Goldene Medaille und Ehrenbürgerwürde (2008) der Stadt Donaueschingen[4]
- goldene Ehrennadel des Gemeindetages Baden-Württemberg (für mindestens 30 Jahre kommunalpolitische Tätigkeit)[4]
- goldenes Verdienstabzeichen des Städtetages Baden-Württemberg (für mindestens 30 Jahre kommunalpolitische Tätigkeit)[4]
- Theodor-Heuss-Verdienst-Medaille[4]
- Reinhold-Maier-Nadel der Reinhold-Maier-Stiftung[4]
- Ehrennadel des Landes Baden-Württemberg [4]
- Staufermedaille des Ministerpräsidenten[4]
- Bundesverdienstkreuz am Bande[4]